# Chaetonodexodes rafaeli
Chaetonodexodes rafaeli là một loài ruồi trong họ Tachinidae.